# Cybianthus nemoralis
Cybianthus nemoralis är en viveväxtart som först beskrevs av Carl Friedrich Philipp von Martius och Miq., och fick sitt nu gällande namn av G. Agostini. Cybianthus nemoralis ingår i släktet Cybianthus, och familjen viveväxter. Inga underarter finns listade i Catalogue of Life.